# Metarranthis obfirmaria
Metarranthis obfirmaria är en fjärilsart som beskrevs av Jacob Hübner 1823. Metarranthis obfirmaria ingår i släktet Metarranthis och familjen mätare. Inga underarter finns listade i Catalogue of Life.

## Bildgalleri

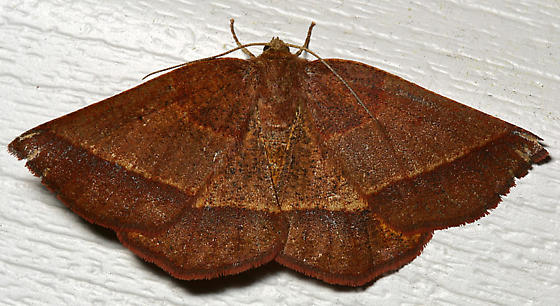